# Herophilos
Herophilos (latin Herophilus), född 325, död 255 f.Kr., var en grekisk läkare och anatom verksam i antikens Alexandria i Egypten. Han kallas ofta anatomins fader.
Herophilos föddes i den grekiska staden Chalkedon. Han studerade medicin för Praxagoras, som då var lärare vid Hippokrates' medicinska skola på ön Kos i Medelhavet. Efter studierna flyttade han som ung man till Alexandria i Egypten och arbetade i den tidens stora forskningscentrum i Museion i Alexandria resten av livet.
Liksom sin samtida kollega Erasistratos utförde han de äldsta kända dissektionerna av mänskliga kroppar. Hans anatomiska beskrivningar anses vara mycket detaljerade och välgjorda; särskilt kända är hans studier av nervsystemet, ögat, blodkärl och mag-tarmkanalen. Herophilos har med sina vetenskapliga arbeten förtjänat sitt namn som den moderna anatomins fader. Dessa praktiska, systematiska studier utgör starten på den alltjämt rådande empiriska skolan (grundat på erfarenhet) i klar motsats till den vid denna tid rådande teoretiska tankebyggnadstekniken. 
Parallellt med sina vetenskapliga studier bedrev Herophilos en omfattande läkarpraktik som dock mest anses ha sin grund i den utbildning i yrket han fått i Hippokrates anda.

## Nervsystem och tarmkanalen
I motsats till Aristoteles hävdade Herophilos att hjärnan var nervsystemets centrum och flera av hans beskrivningar av nervsystemets grov-anatomi var korrekta. Däremot är sådana arbeten av hans kollega och rival Erasistratos mer detaljerade.
Flera av hans namn på anatomiska strukturer används än idag, till exempel retina ( nätformig) för näthinnan i ögat. Tolvfingertarmen kallade han dodekadaktylon (tolv fingrar) som han mätte dess längd till, vilket blev duodenum på latin. Båda beteckningarna används ännu.

## Blodomloppet
Herophilos gjorde även studier av blodkärl och noterade olika typer, men hur blodomloppet fungerar blev inte känt förrän genom William Harveys studier på 1600-talet. Dock noterade redan Herophilos' lärare Praxagoras att pulsen kunde ha samband med sjukdom - en tes som vidareutvecklades av Herophilos. Dock förlorade han sig snart i ett fruktlöst sökande efter hur musikens och matematikens lagar kunde styra kroppen - idéer från dominerande antika filosofier från Pytagoras och andra.
Dissektion av människokroppar förbjöds snart och tilläts inte igen förrän omkring 1315. Först med flamländaren Andreas Vesalius' arbeten under 1500-talet överträffas Herophilos beskrivningar. Den romerska läkaren Galenos utförde dock omfattande dissektioner på djur under 100-talet e.Kr.

## Källmaterial
Liksom för flera andra av de vetenskapliga arbeten som skrivits i Museion känner vi dessa huvudsakligen genom citat i senare källor, beträffande medicin främst i skrifter av Aulus Cornelius Celsus och Galenos. Det stora biblioteket i Alexandria förstördes ju redan under de första århundradena e.Kr.